# Marshall Johnston
Lawrence Marshall Johnston (* 6. Juni 1941 in Birch Hills, Saskatchewan) ist ein ehemaliger kanadischer Eishockeyspieler, -trainer und -funktionär. Der Verteidiger absolvierte zwischen 1968 und 1974 über 250 Spiele für die Minnesota North Stars und die California Golden Seals in der National Hockey League. Zudem vertrat er die kanadische Nationalmannschaft bei den Olympischen Winterspielen 1964 und 1968 sowie den Weltmeisterschaften 1966 und 1967. 1998 wurde er in die IIHF Hall of Fame aufgenommen. Als Cheftrainer betreute er unter anderem die California Golden Seals sowie die Colorado Rockies und fungierte zudem mehrfach als kanadischer Nationaltrainer bei Weltmeisterschaften. Ab Mitte der 1980er Jahre war Johnston als Funktionär für mehrere Teams in der NHL tätig, unter anderem als General Manager der Ottawa Senators, bevor er sich im Jahre 2016 aus dem Sport zurückzog.

## Karriere

### Als Spieler
Marshall Johnston spielte in seiner Jugend für die Prince Albert Mintos in der Saskatchewan Junior Hockey League, bevor er von 1959 bis 1963 die University of Denver besuchte und mit deren Pioneers in dieser Zeit zweimal die landesweite College-Meisterschaft der National Collegiate Athletic Association (NCAA) gewann. Anschließend war der Verteidiger – von sporadischen Einsätzen in regionalen Amateurligen abgesehen – über mehrere Jahre in der kanadischen Nationalmannschaft aktiv. Mit dem Team Canada nahm er an den Olympischen Winterspielen 1964 und 1968 teil, wobei er die Mannschaft 1968 in Grenoble als Kapitän zum Gewinn der Bronzemedaille führte. Zwei weitere Bronzemedaillen hatte er für sein Heimatland in der Zwischenzeit bereits bei den Weltmeisterschaften 1966 und 1967 errungen.
In der zweiten Hälfte der Saison 1967/68 gelang Johnston schließlich der Sprung in den Profibereich, als er sich den erst jüngst gegründeten Minnesota North Stars aus der National Hockey League (NHL) anschloss. Bei den North Stars gelang es ihm in den folgenden knapp zwei Jahren allerdings nicht, sich im NHL-Aufgebot zu etablieren, sodass er hauptsächlich bei deren Farmteams in Minor Leagues eingesetzt wurde, den Cleveland Barons aus der American Hockey League (AHL) sowie den Iowa Stars aus der Central Hockey League. Dabei zeichnete man ihn in der AHL-Saison 1970/71 mit dem Eddie Shore Award als bester Abwehrspieler der Liga aus und wählte ihn zudem ins AHL First All-Star Team. Im Sommer 1971 wurde er schließlich von Minnesota zu den Canadiens de Montréal transferiert, die ihn nur wenig später an die California Golden Seals abgaben. In Kalifornien wurde der Kanadier in den folgenden drei Spielzeiten regelmäßig eingesetzt, sodass er in der Saison 1972/73 mit 30 Scorerpunkten aus 78 Spielen seinen Karriere-Bestwert erzielte. Nach der Spielzeit 1973/74, in der er bereits zeitweise als Cheftrainer der Golden Seals fungierte, beendete Johnston seine aktive Laufbahn, in der er in der NHL 256 Spiele absolviert und dabei 66 Punkte verbucht hatte. 1998 wurde er als Spieler in die IIHF Hall of Fame aufgenommen.

### Als Trainer
Johnston wechselte noch während seiner aktiven NHL-Zeit direkt in die Cheftrainerposition bei den California Golden Seals, als Fred Glover während der Saison 1973/74 entlassen wurde. Er betreute das Team für die letzten 21 Saisonspiele, von denen er nur zwei gewann, bevor er bereits nach 48 Spielen der folgenden Spielzeit 1974/75 ebenfalls entlassen und durch Bill McCreary ersetzt wurde. Anschließend kehrte Johnston an seine Alma Mater zurück und war von 1975 bis 1981 als Cheftrainer an der University of Denver tätig, während er parallel dazu als Nationaltrainer des Team Canada bei den Weltmeisterschaften 1978 und 1979 fungierte. Dabei gewann er mit der Mannschaft 1978 eine Bronzemedaille, der bei der Weltmeisterschaft 1982 in gleicher Funktion eine weitere folgen sollte.
Zur Spielzeit 1981/82 kehrte Johnston in die NHL zurück und übernahm zugleich seine erste Funktionärsposition, als er als neuer Assistent des General Managers der Colorado Rockies vorgestellt wurde. Nur kurze Zeit später kehrte er dort allerdings bereits hinter die Trainerbank zurück, als er die Nachfolge des entlassenen Bert Marshall antrat und die Rockies bis zum Ende der Saison betreute. In der Folge begleitete er das Team beim Umzug nach New Jersey, wo es fortan als New Jersey Devils firmierte, und übernahm zwei Jahre lang die Position des Assistenztrainers von Bill MacMillan, bevor er endgültig ins Management wechselt und als Director of Player Personnel engagiert wurde.

### Als Funktionär
Als Director of Player Personnel war Johnston von 1984 bis 1993 für die Devils tätig, bevor er zur Saison 1995/96 in gleicher Funktion von den Ottawa Senators verpflichtet wurde. In Ottawa stieg er schließlich zur Spielzeit 1999/00 zum General Manager auf und trat dabei die Nachfolge des nach Tampa abgewanderten Rick Dudley an. Drei Jahre lang leitete der Kanadier die Geschicke der Senators, bevor er 2001 durch John Muckler ersetzt wurde. Anschließend stellten ihn die Chicago Blackhawks von 2002 bis 2005 als Scout bzw. Director of Player Development an, bevor er zur Saison 2005/06 als Director of Professional Scouting bei den Carolina Hurricanes übernahm. In dieser Funktion wurde er 2006 auf dem Stanley Cup verewigt und war in der Folge bis 2016 für die Hurricanes tätig, als er sich aus dem Eishockeygeschäft zurückzog.

## Erfolge und Auszeichnungen
- 1960 NCAA-Division-I-Championship mit der University of Denver
- 1961 NCAA-Division-I-Championship mit der University of Denver
- 1971 Eddie Shore Award
- 1971 AHL First All-Star Team

### International
| - 1966 Bronzemedaille bei der Weltmeisterschaft - 1967 Bronzemedaille bei der Weltmeisterschaft - 1968 Bronzemedaille bei den Olympischen Winterspielen | - 1978 Bronzemedaille bei der Weltmeisterschaft (als Trainer) - 1982 Bronzemedaille bei der Weltmeisterschaft (als Trainer) - 1998 Aufnahme in die IIHF Hall of Fame |

## Karrierestatistik

### Spielerstatistik

#### International
Vertrat Kanada bei:
- Olympischen Winterspielen 1964
- Weltmeisterschaft 1966
- Weltmeisterschaft 1967
- Olympischen Winterspielen 1968

(Legende zur Spielerstatistik: Sp oder GP = absolvierte Spiele; T oder G = erzielte Tore; V oder A = erzielte Assists; Pkt oder Pts = erzielte Scorerpunkte; SM oder PIM = erhaltene Strafminuten; +/− = Plus/Minus-Bilanz; PP = erzielte Überzahltore; SH = erzielte Unterzahltore; GW = erzielte Siegtore; 1 Play-downs/Relegation; Kursiv: Statistik nicht vollständig)

### NHL-Trainerstatistik
(Legende zur Trainerstatistik: Sp oder GC = Spiele insgesamt; W oder S = erzielte Siege; L oder N = erzielte Niederlagen; T oder U = erzielte Unentschieden; OTL oder OTN = erzielte Niederlagen nach Overtime oder Shootout; Pts oder Pkt = erzielte Punkte; Pts% oder Pkt% = Punktquote; Win% = Siegquote; Resultat = erreichte Runde in den Play-offs)